# Frank Baumgartl
Frank Baumgartl (Bad Schlema, 29 maggio 1955 – Como, 26 agosto 2010) è stato un siepista tedesco, medaglia di bronzo ai Giochi olimpici di Montréal 1976.

## Biografia
Ai Giochi olimpici di Montréal 1976 Baumgartl ha vinto la medaglia di bronzo con il tempo di 8'10"36, suo primato personale. In prossimità dell'ultimo ostacolo, era quasi appaiato allo svedese Anders Gärderud, che era in testa, con Baumgartl che sembrava addirittura sul punto di passare Gärderud. Tuttavia Baumgartl, nel tentativo di strappare la medaglia d'oro allo svedese, giudicò male ed approcciò non correttamente l'ultima barriera cadendo al di là di essa. Venne così passato anche dal polacco Bronisław Malinowski, un veterano delle siepi, che andò a vincere la medaglia d'argento. Baumgartl recuperò subito dalla caduta e riuscì comunque a prendere la medaglia di bronzo.
Baumgartl non è mai stato campione nazionale della Germania Est. Durante la sua carriera attiva ha gareggiato per il club sportivo SC Karl-Marx-Stadt.
L'altro suo successo a livello internazionale è stata la vittoria ai Campionati europei juniores del 1973 nella gara dei 2 000 metri siepi, in cui stabilì anche il record mondiale di questa distanza. Poco prima dei Giochi olimpici di Mosca 1980 si infortunò e pose fine alla sua carriera sportiva.
Si laureò in ingegneria dell'automazione presso l'Università di Karl-Marx-Stadt e successivamente lavorò a Stoccarda come ingegnere per lo sviluppo di software per veicoli.
Morì sul lago di Como, in Italia, il 26 agosto 2010 durante un tour in bicicletta a causa di un arresto cardiaco.

## Altre competizioni internazionali
1975
- Coppa Europa di atletica leggera ( Nizza)

1977
- Coppa Europa di atletica leggera ( Helsinki)
- 5º in Coppa del mondo ( Düsseldorf), 3000 m siepi - 8'26"4